# M (film 1951)
M è un film del 1951 diretto da Joseph Losey con Luther Adler, Steve Brodie, Howard Da Silva, Martin Gabel, David Wayne.
È il rifacimento del capolavoro di Fritz Lang M - Il mostro di Düsseldorf, diretto da Losey esattamente vent'anni dopo: la storia del mostro di Düsseldorf che strangola le bambine e che viene processato da una banda di malviventi in un'autorimessa. Il criminale è difeso da un avvocato fallito che si scaglia contro gli stessi accusatori e contro la società.

## Trama
Una serie di delitti orrendi ha turbato profondamente la città. Molte bimbe sono scomparse misteriosamente: i loro piccoli corpi inanimati sono stati trovati poi con i segni di strangolamento. Attraverso pazienti ricerche la polizia riesce a accertare l'identità del criminale responsabile di così mostruosi delitti e s'apposta nei dintorni della sua abitazione. Intanto una grossa banda di malviventi che operano in città, disturbata dalle ricerche e dai rastrellamenti della polizia, fa indagini per affrettare la conclusione dell'inchiesta. Alcuni membri della banda riescono a sorprendere il pazzo criminale mentre trascina una bimba. Vedendosi seguito, Harrow si rifugia con la bambina in un grande magazzino dove viene catturato. La bambina viene riaccompagnata a casa, mentre il serial killer viene condotto in un'autorimessa, dove i gangsters vorrebbero linciarlo; ma glielo impedisce il loro capo che ha deciso di inscenare un processo. Un avvocato fallito che, per ordine del capo, difende il pazzo, accusa nella sua arringa la società e gli stessi gangsters. La polizia riuscirà a fermare questa raccapricciante rappresentazione?